# Куцокрил тайговий
Куцокри́л тайговий (Locustella davidi) — вид горобцеподібних птахів родини кобилочкових (Locustellidae). Мешкає в Азії. Вид названий на честь французького місіонера і зоолога Армана Давида. Раніше вважався конспецифічним з малим куцокрилом.

## Опис
Довжина птаха становить 12 см. Крила короткі, широкі, хвіст відносно короткий, округлий. Верхня частина голови бурувато-сірі, верхня частина тіла рудувато-бура. Над очима світло-охристі "брови", скроні сірі, підборіддя, горло і груди сірувато-білі, поцятковані тонкими чорними смужками. Нижня частина тіла іржасто-коричнева, нижні покривні пера хвоста коричневі з білими кінчиками. Під час негніздового періоду смуги на горлі менш чіткі, а нижня частина тіла і брови мають жовтуватий відтінок.

## Підвиди
Виділяють три підвиди:
- L. d. davidi (La Touche, 1923) — гніздяться на Далекому Сході Росії (від південно-східного Забайкалля до західного Приамур'я), в Маньчжурії і Північній Кореї. Взимку мігрують до північного Індокитая;
- L. d. suschkini (Stegmann, 1929) — гніздяться на півдні Сибіру (від східного Алтая до південно-західного Забайкалля). Взимку мігрують до М'янми і Таїланду.

## Поширення і екологія
Тайгові куцокрили гніздяться в Росії, Китаї і Північній Кореї, взимку мігрують до Північно-Східної Індії, М'янми, Таїланду і Лаосу. Вони живуть в тайзі, на узліссях і галявинах, порослих чагарниками, в Прибайкаллі на луках, порослих густою травою і чагарниками. Зустрічаються на висоті до 1200 м над рівнем моря. Живляться комахами, ких шукають в траві або на землі. Сезон розмноження триває з червня по серпень. Гніздо кулеподібне з бічним входом, робиться з сухої трави. В кладці від 3 до 6 білих яєць.